# ラーピオ
ラーピオ（伊: Lapio）は、イタリア共和国カンパニア州アヴェッリーノ県にある、人口約1,500人の基礎自治体（コムーネ）。

## 地理

### 位置・広がり

#### 隣接コムーネ
隣接するコムーネは以下の通り。
- カンディダ
- キウザーノ・ディ・サン・ドメーニコ
- ルオゴザーノ
- モンテファルチョーネ
- モンテミレット
- パロリーゼ
- サン・マンゴ・スル・カローレ
- タウラージ